# Sieć Badawcza Łukasiewicz
Sieć Badawcza Łukasiewicz – organizacja państwowych osób prawnych utworzona w 2019 roku w celu planowania i koordynowania badań naukowych oraz prac rozwojowych prowadzonych przez jej członków.
Sieć tworzą Centrum Łukasiewicz oraz instytuty działające w ramach Sieci. Głównymi zadaniami instytutów działających w ramach Sieci są realizacja projektów badawczych, w tym międzynarodowych, a także komercjalizacja wyników prac.

## Skład sieci

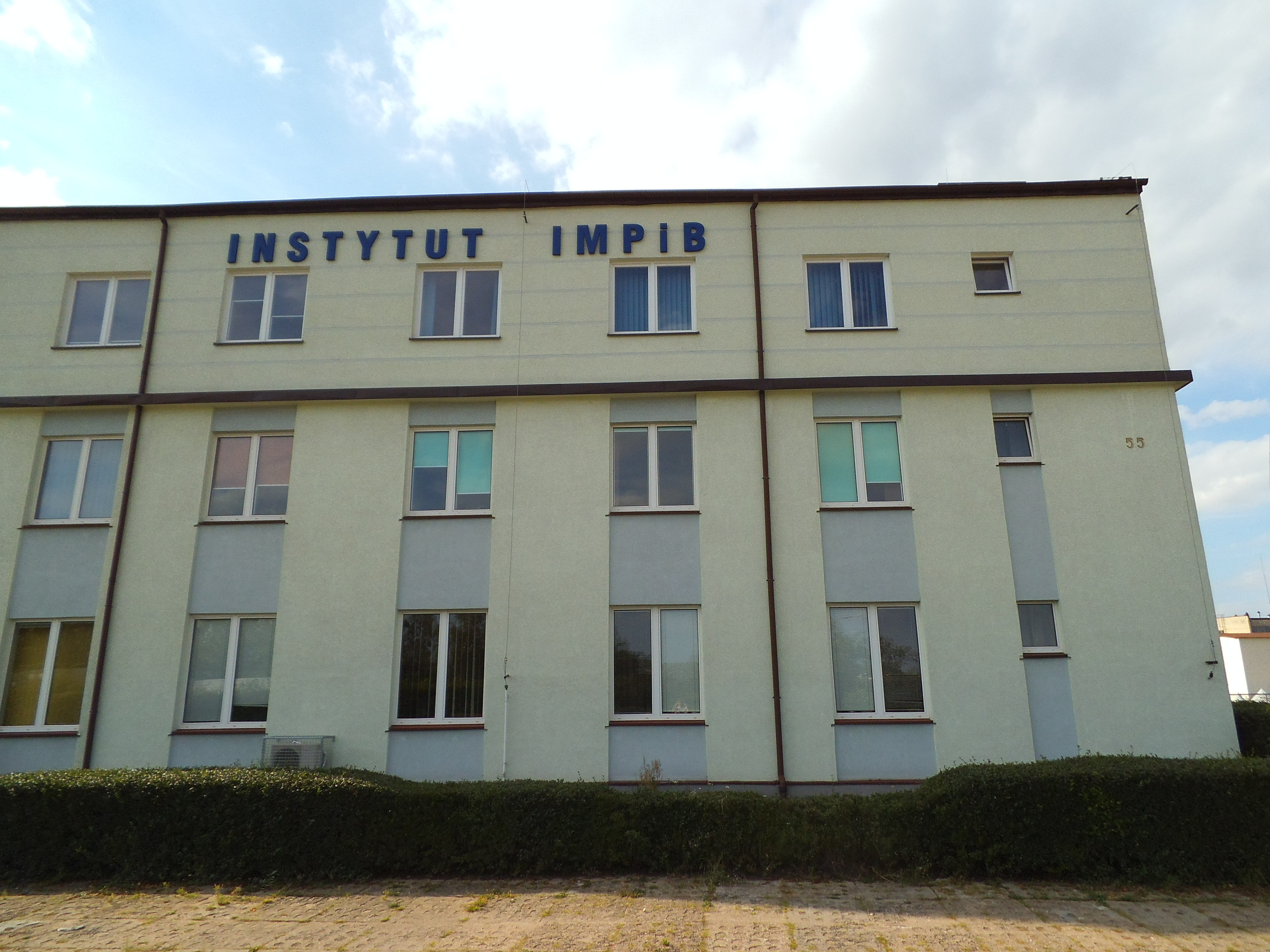
Instytut Inżynierii Materiałów Polimerowych i Barwników w Toruniu

Liczba instytutów sieci jest zmienna ze względu na łączenie się instytutów w większe jednostki (np. Poznański Instytut Technologiczny powstał w 2022 r.  z połączenia 6 instytutów). W kwietniu 2019 r. sieć liczyła 38 instytutów, natomiast w 2020 r. w sieci działały 33 (później 32) instytuty:
1. Instytut Biopolimerów i Włókien Chemicznych w Łodzi
2. Instytut Ceramiki i Materiałów Budowlanych w Krakowie
3. Instytut Chemii Przemysłowej imienia Profesora Ignacego Mościckiego w Warszawie
4. Instytut Ciężkiej Syntezy Organicznej „Blachownia” w Kędzierzynie-Koźlu
5. Instytut Elektrotechniki w Warszawie
6. Instytut Inżynierii Materiałów Polimerowych i Barwników w Toruniu
7. Instytut Logistyki i Magazynowania w Poznaniu
8. Instytut Lotnictwa w Warszawie
9. Instytut Mechaniki Precyzyjnej w Warszawie
10. Instytut Mechanizacji Budownictwa i Górnictwa Skalnego w Warszawie
11. Instytut Metali Nieżelaznych w Gliwicach
12. Instytut Metalurgii Żelaza im. Stanisława Staszica w Gliwicach
13. Instytut Napędów i Maszyn Elektrycznych KOMEL(inne języki) w Katowicach
14. Instytut Nowych Syntez Chemicznych w Puławach
15. Instytut Obróbki Plastycznej w Poznaniu
16. Instytut Organizacji i Zarządzania w Przemyśle „Orgmasz” w Warszawie
17. Instytut Pojazdów Szynowych „Tabor” w Poznaniu
18. Instytut Przemysłu Organicznego w Warszawie
19. Instytut Przemysłu Skórzanego w Łodzi
20. Instytut Spawalnictwa(inne języki) w Gliwicach
21. Instytut Technik Innowacyjnych EMAG w Katowicach
22. Instytut Techniki i Aparatury Medycznej ITAM(inne języki) w Zabrzu
23. Instytut Technologii Drewna w Poznaniu
24. Instytut Technologii Eksploatacji w Radomiu
25. Instytut Tele- i Radiotechniczny w Warszawie
26. Instytut Włókiennictwa w Łodzi
27. Krakowski Instytut Technologiczny
28. PORT Polski Ośrodek Rozwoju Technologii we Wrocławiu
29. Przemysłowy Instytut Automatyki i Pomiarów PIAP(inne języki) w Warszawie
30. Przemysłowy Instytut Maszyn Rolniczych w Poznaniu
31. Przemysłowy Instytut Motoryzacji w Warszawie
32. Instytut Mikroelektroniki i Fotoniki w Warszawie

Pod koniec 2022 r. sieć tworzyło 26 instytutów, a w 2023 r. były to 22 jednostki:
1. Górnośląski Instytut Technologiczny
2. Instytut Ceramiki i Materiałów Budowlanych
3. Instytut Chemii Przemysłowej
4. Instytut Ciężkiej Syntezy Organicznej „Blachownia”
5. Instytut Elektrotechniki
6. Instytut Inżynierii Materiałów Polimerowych i Barwników
7. Instytut Lotnictwa
8. Instytut Metali Nieżelaznych
9. Instytut Mikroelektroniki i Fotoniki
10. Instytut Nowych Syntez Chemicznych
11. Instytut Organizacji i Zarządzania w Przemyśle ORGMASZ
12. Instytut Przemysłu Organicznego
13. Instytut Technik Innowacyjnych EMAG
14. Instytut Technologii Eksploatacji
15. Instytut Tele- i Radiotechniczny
16. Krakowski Instytut Technologiczny
17. Łódzki Instytut Technologiczny
18. Polski Ośrodek Rozwoju Technologii
19. Poznański Instytut Technologiczny
20. Przemysłowy Instytut Automatyki i Pomiarów PIAP
21. Przemysłowy Instytut Motoryzacji
22. Warszawski Instytut Technologiczny